# Семён Акимович Ан-ский
Семён Аки́мович А́н-ский (идиш ש. אַנ-סקי‎, С. Ан-ский, Шлиом Аронович Рапопорт, при рождении Шлоймэ-Занвл (Соломон) Рапопорт; 15 (27) октября 1863, Чашники, Лепельский уезд, Витебская губерния — 8 ноября 1920, Варшава или Отвоцк) — еврейский и русский писатель, поэт, драматург, публицист, этнограф, революционер, общественный и политический деятель.

## Биография

### Ранние годы и народничество
Родился в 1863 году в местечке Чашники Витебской губернии в ортодоксальной еврейской семье. Его мать, Хана, содержала небольшой трактир, а отец, Арон Рапопорт, служил курьером московской компании Поляковых.
Получил традиционное еврейское образование в хедере, до 17 лет не знал русского языка. По окончании хедера поступил в религиозное училище следующего уровня — иешиву. Во время обучения в иешиве вместе с друзьями увлёкся идеями еврейского просвещения — движения Хаскала. Под влиянием просветительских идей порвал с ортодоксальным иудаизмом. Вместе с друзьями занялся распространением просветительских идей и литературы, за что подвергся гонениям со стороны приверженцев ортодоксии. Пытался зарабатывать частными уроками, но из-за подозрений в ереси был вынужден постоянно менять место жительства. Проживая в Лиозно, вступил в конфликт с местной еврейской общиной и был на грани религиозного отлучения от неё. Тогда он перебрался в Двинск, но и там не мог устроиться на работу. К этому времени относится его первый литературный опыт — рассказ из еврейской жизни «История одного семейства».
В возрасте 16 лет увлёкся проникшими в еврейскую среду идеями русского народничества. Под влиянием народнических идей стал активно изучать русский язык и литературу. Проявив незаурядные способности, в короткое время свободно овладел русским языком. Порвав с еврейской средой, отправился проповедовать народничество среди восточнославянского населения. Вёл страннический образ жизни, занимался переплётным, кузнечным и другими ремёслами. В свободное от работы время устраивал народные чтения, во время которых читал произведения русских писателей. Проживание в сёлах и деревнях привело его к столкновениям с местной администрацией, для которой он был подозрителен как еврей. Его неоднократно арестовывали, штрафовали, высылали, заключали в тюрьму. Это навело его на мысль «уйти под землю». В Екатеринославской губернии устроился работать шахтёром и несколько лет проработал на угольных и соляных шахтах. Здесь он чувствовал себя в безопасности, так как за жизнью шахтёров не следила никакая администрация. Живя среди шахтёров, продолжал устраивать народные чтения, которые вызывали большой интерес слушателей. По свидетельству современников, он был первоклассным рассказчиком. В интернациональной шахтёрской среде Соломон был переименован в Семёна и воспринимался как свой.

### Начало литературной деятельности
Работая в Екатеринославских шахтах, стал писать статьи из шахтёрского быта и посылать их в местные газеты. Однажды редактор екатеринославской (или херсонской) газеты «Юг» Г. И. Шрейдер обратил внимание на статьи молодого автора. Вызвав его к себе, Шрейдер заявил: либо он, Шрейдер, ничего не понимает в литературе, либо Семён Раппопорт — природный беллетрист, сам не сознающий своего дарования. Он посоветовал Семёну заняться писательским трудом и дал ему рекомендательное письмо к крупнейшему писателю-народнику Глебу Успенскому. Заручившись рекомендательным письмом, Семён на последние деньги приехал в Петербург и представился Глебу Успенскому. Семён рассказывал писателю о бедственной жизни евреев в черте оседлости, и тот слушал со слезами на глазах. Глеб Успенский стал учителем и наставником Семёна в художественной литературе. Под его влиянием Семён написал ряд очерков из народной жизни: «В кабаке», «В усадьбе», «На новые земли», «Торги», которые были напечатаны в журнале «Русское богатство». Успенский же придумал Семёну его литературный псевдоним — С. А. Ан-ский, со временем превратившийся в основную фамилию. В основу псевдонима было положено имя матери Семёна — Ханы (Анны).
В 1892 году Семён Ан-ский по совету Глеба Успенского выехал за границу. После недолгого проживания в Германии и Швейцарии он поселился в Париже, где изучал жизнь французских рабочих. Некоторое время работал на фабрике и в переплётной мастерской. Продолжал заниматься писательством. В 1894 году написал книгу «Очерки народной литературы», в которой предпринял попытку научного анализа русского и украинского фольклора. В том же 1894 году, по рекомендации Глеба Успенского, Ан-ский стал личным секретарём жившего в Париже мыслителя-народника Петра Лаврова. В течение шести лет, до самой смерти Лаврова, исполнял секретарские обязанности. Под диктовку Лаврова Ан-ский записал его фундаментальные труды: «Опыт истории мысли», «Переживания доисторического периода» и «Введение в историю мысли». Годы секретарства у Лаврова стали для Ан-ского своеобразным «университетом», где он приобрёл широкие познания в области философии и общественных наук. Ан-ский сопровождал Лаврова до последних минут его жизни; 6 февраля 1900 года мыслитель скончался у него на руках. В очерке «Смерть П. Лаврова» Ан-ский бесстрастно описал его последние минуты.

### В Аграрно-социалистической лиге
Под влиянием Лаврова Ан-ский оказался вовлечён в большую политику. Дом Лаврова в Париже был центром так называемой «Группы старых народовольцев», выживших после разгрома Народной воли. Как секретарь Лаврова, Ан-ский поддерживал связи с представителями всех народнических групп русской эмиграции. В конце 1900-х годов в России начался процесс объединения народнических кружков в единую организацию, завершившийся в 1902 году созданием Партии социалистов-революционеров. Свою роль в этом процессе сыграл и Ан-ский. После смерти Лаврова Ан-ский поселился в Берне. В 1899 году в Швейцарию из Тамбова прибыл известный революционер Виктор Чернов. Чернов выдвинул инициативу создания особой внепартийной организации, которая занималась бы изданием и переправкой в Россию нелегальной литературы для крестьян. Замысел Чернова состоял в том, чтобы покрыть Россию сетью крестьянских революционных «братств», которая послужила бы основой для будущей крестьянской революции.
Идея Чернова была с энтузиазмом подхвачена Ан-ским и получила благословение умиравшего Лаврова. Сразу после смерти Лаврова, в феврале 1900 года, состоялось основание новой организации, получившей название Аграрно-социалистической лиги. В числе её основателей были: С. А. Ан-ский, В. М. Чернов, Х. О. Житловский, Л. Э. Шишко, Ф. В. Волховский и Е. Е. Лазарев. Лига повела активную работу по изданию революционной литературы для простого народа. К делу издания были привлечены известные литераторы Н. А. Рубакин, В. И. Дмитриева и другие. Брошюры Аграрно-социалистической лиги доставлялись в Россию и распространялись среди крестьянства местными народническими кружками. К началу 1902 года Лигой было издано более 25 тысяч брошюр. В том же году Лига в силу особого договора объединилась с образовавшейся в России Партией социалистов-революционеров. После объединения дело издательства пошло ещё успешнее, и к концу 1902 года количество изданных брошюр дошло до 317 тысяч (около 1 миллиона страниц). В последующие годы Аграрно-социалистическая лига растворилась в партии эсеров.
Параллельно работе в Лиге Ан-ский продолжал писать художественную литературу. В эти годы наметился его интерес к еврейской тематике. В 1900—1904 году им были написаны рассказы и повести из еврейской жизни: «Мендель Турок», «В еврейской семье», «Первая ласточка», «Разрушители ограды» и другие. В эти же годы он написал ряд стихотворений на русском языке и идише, самым известным из которых стало стихотворение «Клятва» («Ди швуэ»). Написанная на идише, «Клятва» стала «Марсельезой еврейских рабочих» и была принята в качестве партийного гимна Бундом. Тогда же были написаны одноактная пьеса «Фотер ун зун» («Отец и сын») и эпическая поэма «Ашмедай» («Асмодей»).

### В годы Первой русской революции
Начало Первой русской революции застало Ан-ского в Швейцарии. В этот период он сблизился со священником Георгием Гапоном, бежавшим из России после Событий 9 января 1905 года. Переправленный через границу эсерами, Гапон взялся за объединение революционных партий для вооружённого восстания. На созванной Гапоном межпартийной Женевской конференции Ан-ский присутствовал в качестве секретаря. Им были составлены две декларации конференции, излагавшие общие цели собравшихся партий: вооружённое восстание, созыв Учредительного собрания, создание федеративной республики и социализация земли. В дальнейшем Ан-ский помогал Гапону в написании революционных воззваний, издававшихся партией эсеров массовыми тиражами для нелегального ввоза в Россию. Летом 1905 года по совету Ан-ского Гапон написал брошюру против еврейских погромов. Деньги на издание брошюры дал некий состоятельный еврей, веривший в магическое влияние Гапона на народные массы. Черновик брошюры был написан Ан-ским, но окончательный вариант написал сам Гапон. Брошюра была издана тиражом 70 тысяч экземпляров и переправлялась в Россию всеми революционными партиями. О своём сотрудничестве с Гапоном Ан-ский рассказал в очерке «Моё знакомство с Г. Гапоном», напечатанном в журнале «Русское богатство» в 1909 году.
После Манифеста 17 октября Ан-ский вернулся в Россию и занялся революционной публицистикой. По дороге в Россию перевёл на идиш текст «Интернационала». Активно сотрудничал в первой легальной газете партии эсеров «Сын отечества», редактором которой был его знакомый Г. И. Шрейдер. По заданию редакции Ан-ский совершил поездку на место Седлецкого погрома. Его корреспонденции о Седлецком погроме произвели на читателей огромное впечатление; по словам В. М. Чернова, они буквально потрясали сердца. В дальнейшем Ан-ский совершал корреспондентские поездки по всей России. Наряду с революционной публицистикой, занимался изучением народного быта. По мере угасания революции стал уделять всё больше внимания этнографии и еврейскому вопросу. Публиковался в нескольких еврейских журналах: «Еврейский мир», «Еврейская старина» и «Пережитое». В 1908 году стал одним из учредителей Еврейского литературного общества в Петербурге. Состоял в Еврейском историко-этнографическом обществе и Обществе еврейской народной музыки. Из литературных трудов к этому времени относится повесть «В новом русле», изданная в 1907 году. В том же году издал в Петербурге брошюру «Что такое анархизм?»

### Подготовка этнографической экспедиции
В 1909 году Ан-ский выступил с инициативой грандиозного научного мероприятия — этнографической экспедиции по еврейской черте оседлости. Целью экспедиции должно было стать изучение традиционной культуры восточноевропейских евреев, стремительно разрушавшейся под воздействием новых культурных влияний. В начале 1909 года в статье «Еврейское народное творчество» Ан-ский писал: «В области изучения еврейской этнографии сделано, пожалуй, меньше, чем по этнографии любого из полудиких племён. Правда, русские евреи выдвинули из своей среды немало выдающихся этнографов, но ни один из них не занимался разработкой еврейской этнографии… Современные евреи-этнографы Л. Я. Штернберг, М. А. Кроль, В. Г. Богораз (Тан), В. И. Иохельсон, проведшие лучшие годы жизни в сибирских тундрах, были вынуждены силой обстоятельств заняться изучением диких и полудиких кочевников, бурят, юкагиров, гиляков, чукчей и др. А еврейский народ всё ещё ждёт своего этнографа».
С предложением об организации экспедиции Ан-ский обратился к руководству Еврейского историко-этнографического общества, основанного в 1908 году в Петербурге. Задачей экспедиции должно было стать «всестороннее и повсеместное собирание произведений всех видов народного творчества, памятников еврейской старины, описание всех сторон еврейского быта». К 1912 году Ан-скому удалось получить принципиальное согласие на проведение экспедиции. Средства на экспедицию в размере 10 тысяч рублей выделил барон В. Г. Гинцбург, сын известного еврейского мецената Горация Гинцбурга. В марте 1912 года в Петербурге для обсуждения предстоящих исследований было собрано совещание еврейских деятелей, в котором приняли участие: С. А. Ан-ский, С. М. Дубнов, Л. А. Сев, М. И. Кулишер, Г. Б. Слиозберг, Л. Я. Штернберг, А. И. Браудо и другие. На совещании были решены вопросы о проведении экспедиции, о рамках исследований, о приёмах работы, маршруте и проч. Был намечен первоначальный состав экспедиции, в который вошли: писатель и этнограф С. А. Ан-ский, музыковед и композитор Ю. Д. Энгель и фотограф и художник С. Б. Юдовин. Начать экспедицию было решено с Волынской губернии, как места наиболее древнего поселения евреев. Экспедиции было присвоено имя барона Г. О. Гинцбурга.
Экспедиция началась летом 1912 года. Однако в августе 1912 года Ан-ский временно прервал участие в экспедиции для освещения в печати дела Бейлиса. Как знаток еврейской народной культуры, Ан-ский живо интересовался всем, что связано с темой кровавого навета. Ещё в 1911 году он написал статью «Ритуальные наветы в еврейском народном творчестве», которая была опубликована в журнале «Русское богатство». Отдавая статью редактору Владимиру Короленко, Ан-ский выражал надежду, что она поможет ему в деле защиты Бейлиса. Статья была написана на материале народных преданий, записанных в средневековье и новое время, и заканчивалась таким обобщением: «Это — фольклор смятения и ужаса, раскрывающий перед нами душевное состояние целого народа, затравленного, потрясённого, и беспомощного. Если для раскрытия наветов, для торжества правды и справедливости народное воображение должно прибегать к сверхъестественной помощи, то это свидетельствует, что народ изверился в обычном, земном правосудии».

### Еврейская этнографическая экспедиция
Этнографическая экспедиция началась 1 июля 1912 года. Первая поездка Ан-ского, Энгеля и Юдовина проходила по территории Волыни. Поездка началась в местечке Ружин и закончилась в Луцке. За передвижением экспедиции внимательно следил Департамент полиции. Телеграмма начальника Петербургского охранного отделения от 5 августа 1912 года сообщала, что «из Петербурга выехал в Бердичев член партии социалистов-революционеров чашниковский мещанин Витебской губернии Раппопорт, носящий кличку Ан-ский, за которым нужно установить наружное наблюдение». В начале сентября экспедиция продолжила свою работу без отъехавшего Энгеля. К ноябрю 1912 года Ан-ский вернулся в Петербург, привезя с собой дневники, полевые записки, записи на фоноцилиндрах, фотографии и зарисовки. О результатах поездки он рассказал в докладе, сделанном в декабре 1912 года в Московском обществе по распространению правильных сведений о евреях. 25 марта 1913 года Ан-ский прочитал в Петербурге большую публичную лекцию «Еврейское народное творчество», подготовленную на основе собранных в первом сезоне материалов. Вторая поездка экспедиции началась 9 июня 1913 года, также на Волыни. В ней вместо Юлия Энгеля участвовал музыковед Зиновий Кисельгоф. На этот раз поездка началась в местечке Дубно на Волыни, продолжилась в Подольской губернии и закончилась на территории Белоруссии. О результатах экспедиции, собранном богатом материале и планах на будущий год Ан-ский сообщил в лекции «О работах этнографической экспедиции имени барона Г. О. Гинцбурга, обследовавшей более 60 пунктов Волынской и Подольской губернии», которая была прочитана в Еврейском историко-этнографическом обществе 19 апреля 1914 года.
Об итогах экспедиции Ан-ский сообщал в письме в редакцию журнала «Еврейская старина». Согласно отчёту, за время работы экспедиция обследовала более 70 местечек черты оседлости, было собрано более 700 предметов старины, представляющих музейную и художественную ценность, записано огромное количество народных сказок, пословиц, поговорок, «1500 народных песен, до 1000 народных мотивов, песенных, застольных, синагогальных и музыкальных (записано на фонограф)… Собрано несколько сот старинных документов, имеющих историческое значение, коллекции писем выдающихся лиц, мемуаров, до ста старинных рукописей, пинкусов. Собрана большая коллекция старинных оригинальных рисунков, заглавных листов пинкусов, мизрахов, кетуб и др., сделано около 1500 фотографических снимков со старинных синагог, внутреннего их украшения, кивотов и амвонов, художественных предметов культа, надгробных памятников, типов, сцен и т. д.» Как итог проделанной работы, писатель задумал большое исследование «Евреи в их бытовой и религиозной жизни». По замыслу Ан-ского, издание должно было включать: пять томов фольклорного и исторического материала, пять томов музыкальных произведений и пять «Альбомов еврейской художественной старины». Над систематизацией собранного материала писатель трудился до конца жизни.
В оба сезона маршрут экспедиции пролегал по территории, тесно связанной с историей хасидизма. Большинство мелодий и преданий, записанных экспедицией, были услышаны от местных хасидов и в совокупности представляли собой настоящую «энциклопедию хасидизма». Особенно старательно исследователи собирали предания, связанные с жизнью основателя хасидизма Бааль Шем Това (Бешта). Наибольшее количество таких преданий было собрано в Меджибоже. Некоторые из преданий, записанных в Меджибоже, Ан-ский подверг литературной обработке и подготовил к изданию. К этому циклу относятся: «Встреча (Легенда)», «История с Бештом и святопогибшими из-за навета. Сказание», «История с Бештом и убитым христианином. Сказание», «Сказка про алмазные слёзки», «Кошмарная загадка. История одного загадочного убийства младенца», «Янте (жена) Раби Исроэля», «Чудо цадика», «Вне человека. Легенда».

### Во время Первой мировой войны
В 1914 году началась Первая мировая война. В этих условиях Ан-ский был вынужден отказаться от продолжения этнографической экспедиции. Военные действия между Россией, Германией и её союзниками развернулись на территории исторического проживания евреев, где в предшествующие годы проходила экспедиция. Война нанесла сокрушительный удар по традиционной еврейской культуре. Многие населённые пункты были разрушены, жители согнаны со своих мест, население подверглось погромам и насилиям. Многие памятники культуры безвозвратно погибли.
В 1915 году Ан-ский отправился на место боевых действий в качестве представителя Комитета помощи беженцам, созданного при Всероссийском союзе городов. В условиях военных действий он пытался продолжить этнографические исследования и спасти от гибели памятники еврейской культуры. Районом деятельности Ан-ского стал Юго-западный фронт, проходивший по территории Галиции, входившей в состав Австро-Венгерской империи. Культура галицийских евреев была тождественна культуре евреев, живших в российской черте оседлости. В Галиции Ан-скому удалось пополнить свою этнографическую коллекцию. В то же время военные действия произвели на него тяжёлое впечатление. Ужасы и разрушения войны были описаны им в последней публицистической книге «Разрушение Галиции».
В годы Первой мировой войны Ан-ским было написано самое значительное из его художественных произведений — пьеса «Дибук, или меж двух миров» (Диббук — дэр дибэк, одэр цвишн цвей велтн), принесшая ему мировую известность. В основу пьесы был положен сюжет из еврейских народных преданий. Молодой человек, разлучённый с невестой, заключает договор с дьяволом и продаёт ему душу. После смерти его душа становится диббуком — демоном, который вселяется в девушку и делает её одержимой. Демона удаётся изгнать, но девушка умирает. На сюжет пьесы оказало влияние знакомство Ан-ского с еврейской народной мистикой, в частности, с мистикой хасидизма. Пьеса была написана на идише, но согласно некоторым источникам, С. Ан-ский подготовил и несохранившийся русский вариант.
В 1916 году еврейским поэтом Х. Н. Бяликом был сделан перевод пьесы на иврит. В 1920 году усилиями актёров Виленской труппы пьеса была поставлена в театре Elyseum в Варшаве на идише. Через год пьеса была поставлена в нью-йоркском Еврейском художественном театре Мориса Шварца на Второй авеню, а в 1922 году — в Москве на иврите еврейским театром «Габима» (постановкой руководил известный режиссёр Е. Б. Вахтангов). Существует ряд переводов пьесы на английский язык, в том числе выполненная в 1997 году известным драматургом Тони Кушнером (Tony Kushner) адаптация «A Dybbuk or Between Two Worlds». В 1927 году И. Лейзерович опубликовал перевод пьесы на эсперанто. В 1937 году на основе пьесы режиссёром М. Вашинским в Польше был создан художественный фильм «Диббук» (на идише, сценарий Алтера Кацизне). Пьеса была также адаптирована под либретто одноимённой оперы Дэвида Тамкина (1933), балет Леонарда Бернстайна «Диббук» (постановка Джерома Роббинса, 1974); по её мотивам Аарон Копленд написал фортепианное трио «Витебск» (1929).
После возвращения с театра военных действий Ан-ский продолжил работу по систематизации этнографических материалов. В 1916 году он прочёл цикл лекций о еврейской народной культуре. Лекции проходили в Киеве, Одессе, Кишинёве и других городах и сопровождались демонстрацией фотоматериалов и устройством выставок. Несколько лет писатель хлопотал об открытии Еврейского национального музея в Петрограде. Музей должен был разместиться в доме № 50 на Пятой линии Васильевского острова. Однако из-за отсутствия средств дело с открытием музея постоянно затягивалось, и он был открыт только после Февральской революции, весной 1917 года.

### Февральская революция и последние годы
После победы Февральской революции Ан-ский вновь включился в политическую жизнь. По списку партии эсеров он был избран гласным Петроградской городской думы. Выдвинул идею создания особой еврейской социалистической партии немарксистского направления. По замыслу Ан-ского, она должна была находиться в таком же отношении к партии эсеров, как еврейский Бунд к РСДРП. В том же году Ан-ский был избран по списку партии эсеров депутатом Всероссийского учредительного собрания. После разгона большевиками Учредительного собрания прятал у себя на квартире председателя Учредительного собрания — В. М. Чернова, которого разыскивала ВЧК.
В 1918 году был вынужден выехать из Петрограда и поселился в Вильно. Продолжал заниматься общественной деятельностью, хлопотал об открытии в городе отделения Еврейского историко-этнографического общества. Продолжал работу по систематизации этнографических материалов. Подготовил к изданию «Альбом еврейской художественной старины». В 1919 году переселился в Варшаву, где также занялся созданием Еврейского историко-этнографического общества. В это время здоровье писателя стремительно ухудшалось, прогрессировал сахарный диабет, атеросклероз и стенокардия. В последние месяцы жизни Ан-ский готовил к изданию 15-томное собрание своих сочинений на идише.
8 ноября 1920 года Семён Акимович Ан-ский скончался, не дожив нескольких недель до премьеры своей пьесы «Диббук», принесшей ему мировую известность. В 1920-х годах на идише вышло полное собрание сочинений Ан-ского.
Похоронен на еврейском кладбище Варшавы.

## Семья
7 марта 1908 года в Вильне заключил брак с Эстер Иоселевной Глезерман (1885—?).

## Некоторые сочинения
- С. А. Ан-ский. Мендл Турок // Книжки «Восхода». — декабрь 1902.
- С. А. Ан-ский. Суд (Сказание) // Еврейский мир. — январь 1909.
- С. А. Ан-ский. Над чем рыдает он… // Еврейский мир. — март 1909.
- С. А. Ан-ский. Из легенд о мстиславском деле // Сборник «Пережитое». — СПб., 1910. — Т. 2.
- С. А. Ан-ский. Из народных легенд о големе // Новый восход. — 1912. — № 3—4.
- С. А. Ан-ский. Страшная и удивительная история // Сборник «Еврейский мир». — М., 1918. — Т. 1.
- С. А. Ан-ский. Встреча // Литературно-художественный сборник «Сафрут». — Берлин, 1922.
- С. А. Ан-ский. Осмеяние // Литературно-художественный сборник «Сафрут». — Берлин, 1922.
- С. Ан-ский. Меж двух миров (Дибук). Цензурный вариант / Публ., вст. текст и глоссарий В. В. Иванова.